# BAFTA-díj a legjobb férfi főszereplőnek
A legjobb férfi főszereplőnek járó BAFTA-díjat a Brit Film- és Televíziós Akadémia adja át 1953 óta. A díjazottat az összes nemzet színészei közül választják ki. 1953 és 1968 között kétféle díjat osztottak ki ebben a kategóriában: az év legjobb brit színésze és az év legjobb külföldi színésze. 1968-tól a két kategóriát összevonták és ekkor lett a díj elnevezése BAFTA-díj a legjobb színésznek. 1986-tól BAFTA-díj a legjobb férfi főszereplőnek lett az elnevezése.
A legtöbb díjat (és egyben a legtöbb, brit színésznek járó) díjat Peter Finch vehette át, öt alkalommal (ebből háromszor brit színészként). Legjobb külföldi színészként a rekordtartó Marlon Brando három díjat nyert. Daniel Day-Lewist, Dustin Hoffmant és Jack Lemmont hét-hét gálán jelölték a díjra.

## Győztesek és jelöltek
Győztes színész
Megjegyzés: Az "Év" oszlop a kapcsolódó film bemutatásának évét jelzi, a tényleges díjátadó ceremóniát a következő évben rendezték meg.
1967-ig külön díjazták a brit és a külföldi színészeket.

### Legjobb brit színész

#### 1952–1959
| Év               | Színész                           | Színész                        | Szerep                      | Magyar cím                   | Eredeti cím       |
| 1952 6. gála     |                                   |                                |                             |                              |                   |
| ---------------- | --------------------------------- | ------------------------------ | --------------------------- | ---------------------------- | ----------------- |
| 1952 6. gála     |                                   | Ralph Richardson               | John Ridgefield             |                              | The Sound Barrier |
| 1952 6. gála     | Jack Hawkins                      | Dick Searle                    |                             | Mandy                        |                   |
| 1952 6. gála     | James Hayter                      | Samuel Pickwick                | Pickwick Klub               | The Pickwick Papers          |                   |
| 1952 6. gála     | Laurence Olivier                  | George Hurstwood               | Carrie                      | Carrie                       |                   |
| 1952 6. gála     | Nigel Patrick                     | Tony Garthwaite                |                             | The Sound Barrier            |                   |
| 1952 6. gála     | Alastair Sim                      | William Paris százados         |                             | Folly to Be Wise             |                   |
| 1953 7. gála     |                                   |                                |                             |                              |                   |
|                  | John Gielgud                      | Cassius                        | Julius Caesar               | Julius Caesar                |                   |
| Jack Hawkins     | George Ericson                    | Kegyetlen tenger               | The Cruel Sea               |                              |                   |
| Trevor Howard    | Harry Scobie                      |                                | The Heart of the Matter     |                              |                   |
| Duncan Macrae    | Jim MacKenzie                     |                                | The Kidnappers              |                              |                   |
| Kenneth More     | Ambrose Claverhouse               | Különös kirándulás (Genevieve) | Genevieve                   |                              |                   |
| 1954 8. gála     |                                   |                                |                             |                              |                   |
|                  | Kenneth More                      | Richard Grimsdyke              |                             | Doctor in the House          |                   |
| Maurice Denham   | Blore                             | Bíborsivatag                   | The Purple Plain            |                              |                   |
| Robert Donat     | William Thorne tiszteletes        |                                | Lease of Life               |                              |                   |
| John Mills       | Will Mossop                       | Hobson lányai                  | Hobson's Choice             |                              |                   |
| David Niven      | Charles "Copper" Carrington       |                                | Carrington V.C.             |                              |                   |
| Donald Wolfit    | Svengali                          |                                | Svengali                    |                              |                   |
| 1955 9. gála     |                                   |                                |                             |                              |                   |
|                  | Laurence Olivier                  | Richárd, Gloucester hercege    | III. Richárd                | Richard III                  |                   |
| Alfie Bass       | Fender                            |                                | The Bespoke Overcoat        |                              |                   |
| Alec Guinness    | Bíboros                           |                                | The Prisoner                |                              |                   |
| Jack Hawkins     | Kihallgató                        |                                | The Prisoner                |                              |                   |
| Kenneth More     | Freddie Page                      |                                | The Deep Blue Sea           |                              |                   |
| Michael Redgrave | Hardie légi marsall               |                                | The Night My Number Came Up |                              |                   |
| 1956 10. gála    |                                   |                                |                             |                              |                   |
|                  | Peter Finch                       | Joe Harman                     |                             | A Town Like Alice            |                   |
| Jack Hawkins     | Tom Halliday                      | A hosszú kéz                   | The Long Arm                |                              |                   |
| Kenneth More     | Douglas Bader                     |                                | Reach for the Sky           |                              |                   |
| 1957 11. gála    |                                   |                                |                             |                              |                   |
|                  | Alec Guinness                     | Nicholson parancsnok           | Híd a Kwai folyón           | The Bridge on the River Kwai |                   |
| Peter Finch      | Alec Windom                       |                                | Windom's Way                |                              |                   |
| Trevor Howard    | James Prothero                    |                                | Manuela                     |                              |                   |
| Laurence Olivier | Charles                           | A herceg és a színésznő        | The Prince and the Showgirl |                              |                   |
| Michael Redgrave | David Graham                      |                                | Time Without Pity           |                              |                   |
| 1958 12. gála    |                                   |                                |                             |                              |                   |
|                  | Trevor Howard                     | Chris Ford                     |                             | The Key                      |                   |
| Michael Craig    | Tim Cotton százados               |                                | Sea of Sand                 |                              |                   |
| Laurence Harvey  | Joe Lampton                       | Hely a tetőn                   | Room at the Top             |                              |                   |
| Donald Wolfit    | Mr. Brown                         | Hely a tetőn                   | Room at the Top             |                              |                   |
| I. S. Johar      | Bapu                              |                                | Harry Black                 |                              |                   |
| Anthony Quayle   | van der Poel / Otto Lutz százados | Sivatagi támadás               | Ice Cold in Alex            |                              |                   |
| Terry-Thomas     | Ivan                              | Hüvelyk Matyi                  | Tom Thumb                   |                              |                   |
| 1959 13. gála    |                                   |                                |                             |                              |                   |
|                  | Peter Sellers                     | Fred Kite                      |                             | I'm All Right Jack           |                   |
| Stanley Baker    | Langford százados                 |                                | Yesterday's Enemy           |                              |                   |
| Richard Burton   | Jimmy Porter                      | Dühöngő ifjúság                | Look Back in Anger          |                              |                   |
| Peter Finch      | Dr. Fortunati                     | Egy apáca története            | The Nun's Story             |                              |                   |
| Laurence Harvey  | Johnny Jackson                    |                                | Expresso Bongo              |                              |                   |
| Gordon Jackson   | MacKenzie őrmester                |                                | Yesterday's Enemy           |                              |                   |
| Laurence Olivier | John Burgoyne                     |                                | The Devil's Disciple        |                              |                   |

#### 1960–1967
| Év                   | Színész                                                           | Színész                     | Szerep                                | Magyar cím                        | Eredeti cím               |
| 1960 14. gála        |                                                                   |                             |                                       |                                   |                           |
| -------------------- | ----------------------------------------------------------------- | --------------------------- | ------------------------------------- | --------------------------------- | ------------------------- |
| 1960 14. gála        |                                                                   | Peter Finch                 | Oscar Wilde                           | Oscar Wilde tárgyalásai           | The Trials of Oscar Wilde |
| 1960 14. gála        | Richard Attenborough                                              | Tom Curtis                  |                                       | The Angry Silence                 |                           |
| 1960 14. gála        | Albert Finney                                                     | Arthur Seaton               | Szombat este, vasárnap reggel         | Saturday Night and Sunday Morning |                           |
| 1960 14. gála        | John Fraser                                                       | Lord Alfred Douglas         | Oscar Wilde tárgyalásai               | The Trials of Oscar Wilde         |                           |
| 1960 14. gála        | Alec Guinness                                                     | Jock Sinclair őrnagy        | A dicsőség hangjai                    | Tunes of Glory                    |                           |
| 1960 14. gála        | John Mills                                                        | Basil Barrow alezredes      | A dicsőség hangjai                    | Tunes of Glory                    |                           |
| 1960 14. gála        | Laurence Olivier                                                  | Archie Rice                 | A komédiás                            | The Entertainer                   |                           |
| 1961 15. gála        |                                                                   |                             |                                       |                                   |                           |
|                      | Peter Finch                                                       | Johnnie Byrne               |                                       | No Love for Johnnie               |                           |
| Dirk Bogarde         | Melville Farr                                                     | Áldozat                     | Victim                                |                                   |                           |
| 1962 16. gála        |                                                                   |                             |                                       |                                   |                           |
|                      | Peter O’Toole                                                     | T. E. Lawrence              | Arábiai Lawrence                      | Lawrence of Arabia                |                           |
| Richard Attenborough | Herbert Fowle                                                     |                             | The Dock Brief                        |                                   |                           |
| Alan Bates           | Victor 'Vic' Brown                                                | Ez is szerelem              | A Kind of Loving                      |                                   |                           |
| James Mason          | Humbert Humbert                                                   | Lolita                      | Lolita                                |                                   |                           |
| Laurence Olivier     | Graham Weir                                                       | A tárgyalás                 | Term of Trial                         |                                   |                           |
| Peter Sellers        | John Lewis                                                        | Csak ketten játszhatják     | Only Two Can Play                     |                                   |                           |
| 1963 17. gála        |                                                                   |                             |                                       |                                   |                           |
|                      | Dirk Bogarde                                                      | Hugo Barrett                | A szolga                              | The Servant                       |                           |
| Tom Courtenay        | William Terrence 'Billy' Fisher                                   | A hazudós Billy             | Billy Liar                            |                                   |                           |
| Albert Finney        | Tom Jones                                                         | Tom Jones                   | Tom Jones                             |                                   |                           |
| Hugh Griffith        | Western                                                           | Tom Jones                   | Tom Jones                             |                                   |                           |
| Richard Harris       | Frank Machin                                                      | Egy ember ára               | This Sporting Life                    |                                   |                           |
| 1964 18. gála        |                                                                   |                             |                                       |                                   |                           |
|                      | Richard Attenborough                                              | Lauderdale törzsőrmester    |                                       | Guns at Batasi                    |                           |
| Billy Savage         | Richard Attenborough                                              |                             | Seance on a Wet Afternoon             |                                   |                           |
| Tom Courtenay        | Arthur Hamp közlegény                                             | A királyért és a hazáért    | King & Country                        |                                   |                           |
| Peter O’Toole        | II. Henrik                                                        | Becket                      | Becket                                |                                   |                           |
| Peter Sellers        | Jacques Clouseau felügyelő                                        | A Rózsaszín Párduc          | The Pink Panther                      |                                   |                           |
| Peter Sellers        | Lionel Mandrake százados / Merkin Muffley elnök / Dr. Strangelove | Dr. Strangelove             | Dr. Strangelove                       |                                   |                           |
| 1965 19. gála        |                                                                   |                             |                                       |                                   |                           |
|                      | Dirk Bogarde                                                      | Robert Gold                 |                                       | Darling                           |                           |
| Harrie Andrews       | Wilson törzsőrmester                                              | A domb                      | The Hill                              |                                   |                           |
| Michael Caine        | Harry Palmer                                                      | Az Ipcress ügyirat          | The Ipcress Files                     |                                   |                           |
| Rex Harrison         | Henry Higgins professzor                                          | My Fair Lady                | My Fair Lady                          |                                   |                           |
| 1966 20. gála        |                                                                   |                             |                                       |                                   |                           |
|                      | Richard Burton                                                    | Alec Leamas                 | A kém, aki a hidegből jött            | The Spy Who Came In from the Cold |                           |
| George               | Richard Burton                                                    | Nem félünk a farkastól      | Who's Afraid of Virginia Woolf        |                                   |                           |
| Michael Caine        | Alfred „Alfie” Elkins                                             | Alfie – Szívtelen szívtipró | Alfie                                 |                                   |                           |
| Ralph Richardson     | Alexander „Sasha” Gromeko                                         | Doktor Zsivágó              | Doctor Zhivago                        |                                   |                           |
| Ralph Richardson     | William Ewart Gladstone                                           | Khartoum – A Nílus városa   | Khartoum                              |                                   |                           |
| Ralph Richardson     | Joseph Finsbury                                                   | Elcserélt küldemények       | The Wrong Box                         |                                   |                           |
| David Warner         | Morgan Delt                                                       | Morgan!                     | Morgan: A Suitable Case for Treatment |                                   |                           |
| 1967 21. gála        |                                                                   |                             |                                       |                                   |                           |
|                      | Paul Scofield                                                     | Morus Tamás                 | Egy ember az örökkévalóságnak         | A Man for All Seasons             |                           |
| Dirk Bogarde         | Stephen                                                           | Baleset                     | Accident                              |                                   |                           |
| Dirk Bogarde         | Charlie Hook                                                      | Anyánk háza                 | Our Mother's House                    |                                   |                           |
| Richard Burton       | Petruchio                                                         | A makrancos hölgy           | The Taming of the Shrew               |                                   |                           |
| James Mason          | Charles Dobbs                                                     | Ébresztő a halottnak        | The Deadly Affair                     |                                   |                           |

### Legjobb külföldi színész

#### 1952–1959
| Év                      | Színész               | Színész                       | Szerep                         | Magyar cím               | Eredeti cím  |
| 1952 6. gála            |                       |                               |                                |                          |              |
| ----------------------- | --------------------- | ----------------------------- | ------------------------------ | ------------------------ | ------------ |
| 1952 6. gála            |                       | Marlon Brando                 | Emiliano Zapata                | Viva Zapata!             | Viva Zapata! |
| 1952 6. gála            | Humphrey Bogart       | Charlie Allnut                | Afrika királynője              | The African Queen        |              |
| 1952 6. gála            | Pierre Fresnay        | Thomas Gourvennec             |                                | Dieu a besoin des hommes |              |
| 1952 6. gála            | Francesco Golisano    | Totò                          | Csoda Milánóban                | Miracle in Milan         |              |
| 1952 6. gála            | Fredric March         | Willy Loman                   | Az ügynök halála               | Death of a Salesman      |              |
| 1953 7. gála            |                       |                               |                                |                          |              |
|                         | Marlon Brando         | Marcus Antonius               | Julius Caesar                  | Julius Caesar            |              |
| Eddie Albert            | Irving Radovich       | Római vakáció                 | Roman Holiday                  |                          |              |
| Gregory Peck            | Joe Bradley           | Római vakáció                 | Roman Holiday                  |                          |              |
| Van Heflin              | Joe Starrett          | Idegen a vadnyugaton          | Shane                          |                          |              |
| Claude Laydu            | Ambricourt papja      | Egy falusi plébános naplója   | Journal d'un curé de campagne  |                          |              |
| Marcel Mouloudji        | René Le Guen          | Mindannyian gyilkosok vagyunk | Nous sommes tous des assassins |                          |              |
| Spencer Tracy           | Clinton Jones         |                               | The Actress                    |                          |              |
| 1954 8. gála            |                       |                               |                                |                          |              |
|                         | Marlon Brando         | Terry Malloy                  | A rakparton                    | On the Waterfront        |              |
| Neville Brand           | James V. Dunn         |                               | Riot in Cell Block 11          |                          |              |
| José Ferrer             | Barney Greenwald      | Zendülés a Caine hadihajón    | The Caine Mutiny               |                          |              |
| Fredric March           | Loren Phineas Shaw    | Vezetői lakosztály            | Executive Suite                |                          |              |
| James Stewart           | Glenn Miller          | Glenn Miller élete            | The Glenn Miller Story         |                          |              |
| 1955 9. gála            |                       |                               |                                |                          |              |
|                         | Ernest Borgnine       | Marty Piletti                 | Marty                          | Marty                    |              |
| James Dean (posztumusz) | Cal Trask             | Édentől keletre               | East of Eden                   |                          |              |
| Jack Lemmon             | Frank Thurlowe Pulver | Mr. Roberts                   | Mister Roberts                 |                          |              |
| Mifune Tosiró           | Kikucsijo             | A hét szamuráj                | Seven Samurai                  |                          |              |
| Simura Takasi           | Simada Kambei         | A hét szamuráj                | Seven Samurai                  |                          |              |
| Frank Sinatra           | Alfred Boone          | Nem úgy, mint egy idegen      | Not as a Stranger              |                          |              |
| 1956 10. gála           |                       |                               |                                |                          |              |
|                         | François Périer       | Henri Coupeau                 | Patkányfogó                    | Gervaise                 |              |
| Gunnar Björnstrand      | Fredik Egerman        | Egy nyári éj mosolya          | Sommarnattens leende           |                          |              |
| James Dean (posztumusz) | Jim Stark             | Haragban a világgal           | Rebel Without a Cause          |                          |              |
| Pierre Fresnay          | Maurice Morand        |                               | Le défroqué                    |                          |              |
| William Holden          | Hal Carter            | Piknik                        | Picnic                         |                          |              |
| Karl Malden             | Archie Lee Meighan    | Babuci                        | Baby Doll                      |                          |              |
| Frank Sinatra           | Frankie Machine       | Az aranykezű férfi            | The Man with the Golden Arm    |                          |              |
| Spencer Tracy           | Zachary Teller        |                               | The Mountain                   |                          |              |
| 1957 11. gála           |                       |                               |                                |                          |              |
|                         | Henry Fonda           | 8. esküdt                     | Tizenkét dühös ember           | 12 Angry Men             |              |
| Richard Basehart        | Harry Cargill őrnagy  |                               | Time Limit                     |                          |              |
| Pierre Brasseur         | Juju                  | Orgonás negyed                | Porte des Lilas                |                          |              |
| Tony Curtis             | Sidney Falco          | A siker édes illata           | Sweet Smell of Success         |                          |              |
| Jean Gabin              | Grandgil              | Átkelés Párizson              | La traversée de Paris          |                          |              |
| Robert Mitchum          | Allison tizedes       | Ég tudja, Mr. Allison         | Heaven Knows, Mr. Allison      |                          |              |
| Sidney Poitier          | Tommy Tyler           | A város széle                 | Edge of the City               |                          |              |
| Ed Wynn                 | Paul Beaseley         |                               | The Great Man                  |                          |              |
| 1958 12. gála           |                       |                               |                                |                          |              |
|                         | Sidney Poitier        | Noah Cullen                   | A megbilincseltek              | The Defiant Ones         |              |
| Marlon Brando           | Christian Diestl      | Oroszlánkölykök               | The Young Lions                |                          |              |
| Tony Curtis             | John „Joker” Jackson  | A megbilincseltek             | The Defiant Ones               |                          |              |
| Glenn Ford              | Jason Sweet           | A birkaember                  | The Sheepman                   |                          |              |
| Curd Jürgens            | von Stolberg          | Alattunk az ellenség          | The Enemy Below                |                          |              |
| Curd Jürgens            | Lin Nan százados      | A Hatodik Boldogság fogadója  | The Inn of the Sixth Happiness |                          |              |
| Charles Laughton        | Sir Wilfrid Robarts   | A vád tanúja                  | Witness for the Prosecution    |                          |              |
| Paul Newman             | Brick Pollitt         | Macska a forró bádogtetőn     | Cat on a Hot Tin Roof          |                          |              |
| Victor Sjöström         | Isak Borg professzor  | A nap vége                    | Smultronstället                |                          |              |
| Spencer Tracy           | Frank Skeffington     | Az utolsó hurrá               | The Last Hurrah                |                          |              |
| 1959 13. gála           |                       |                               |                                |                          |              |
|                         | Jack Lemmon           | Jerry / „Daphne”              | Van, aki forrón szereti        | Some Like It Hot         |              |
| Zbigniew Cybulski       | Maciek Chelmicki      | Hamu és gyémánt               | Popiól i diament               |                          |              |
| Jean Desailly           | Marcel Maurin         | Maigret csapdát állít         | Maigret tend un piège          |                          |              |
| Jean Gabin              | Jules Maigret         | Maigret csapdát állít         | Maigret tend un piège          |                          |              |
| Simura Takasi           | Kanji Watanabe        | Élni                          | Ikiru                          |                          |              |
| James Stewart           | Paul Biegler          | Egy gyilkosság anatómiája     | Anatomy of a Murder            |                          |              |

#### 1960–1967
| Év                         | Színész                          | Színész                                    | Szerep                            | Magyar cím               | Eredeti cím   |
| 1960 14. gála              |                                  |                                            |                                   |                          |               |
| -------------------------- | -------------------------------- | ------------------------------------------ | --------------------------------- | ------------------------ | ------------- |
| 1960 14. gála              |                                  | Jack Lemmon                                | C. C. Baxter                      | Legénylakás              | The Apartment |
| 1960 14. gála              | George Hamilton                  | Robert Cole                                |                                   | Crime & Punishment, USA  |               |
| 1960 14. gála              | Burt Lancaster                   | Elmer Gantry                               | Elmer Gantry                      | Elmer Gantry             |               |
| 1960 14. gála              | Fredric March                    | Matthew Harrison Brady                     | Aki szelet vet                    | Inherit the Wind         |               |
| 1960 14. gála              | Spencer Tracy                    | Henry Drummond                             | Aki szelet vet                    | Inherit the Wind         |               |
| 1960 14. gála              | Yves Montand                     | Jean-Marc Clement / Alexander Dumas        | Szeressünk!                       | Let's Make Love          |               |
| 1961 15. gála              |                                  |                                            |                                   |                          |               |
|                            | Paul Newman                      | „Fast Eddie” Felson                        | A svindler                        | The Hustler              |               |
| Montgomery Clift           | Rudolph Petersen                 | Ítélet Nürnbergben                         | Judgment at Nuremberg             |                          |               |
| Maximilian Schell          | Hans Rolfe                       | Ítélet Nürnbergben                         | Judgment at Nuremberg             |                          |               |
| Vladimir Ivasov            | Alyosha Skvortsov közlegény      | Ballada a katonáról                        | Ballada o soldate                 |                          |               |
| Philippe Leroy             | Manu Borelli                     | Az odú                                     | Le trou                           |                          |               |
| Sidney Poitier             | Walter Lee Younger               | A napfény nem eladó                        | A Raisin in the Sun               |                          |               |
| Alberto Sordi              | Blasi százados                   |                                            | The Best of Enemies               |                          |               |
| 1962 16. gála              |                                  |                                            |                                   |                          |               |
|                            | Burt Lancaster                   | Robert Stroud                              | Az alcatrazi ember                | Birdman of Alcatraz      |               |
| Jean-Paul Belmondo         | Léon Morin                       |                                            | Léon Morin, Priest                |                          |               |
| Kirk Douglas               | John W. "Jack" Burns             | Az utolsó cowboy                           | Lonely Are the Brave              |                          |               |
| George Hamilton            | Fabrizio Naccarelli              | Fény a Piazzán                             | Light in the Piazza               |                          |               |
| Charles Laughton           | Seabright „Seeb” Cooley szenátor |                                            | Advice & Consent                  |                          |               |
| Anthony Quinn              | Auda Abu Tayi                    | Arábiai Lawrence                           | Lawrence of Arabia                |                          |               |
| Robert Ryan                | John Claggart                    |                                            | Billy Budd                        |                          |               |
| Georges Wilson             | A csavargó                       | Ilyen hosszú távollét                      | Une aussi longue absence          |                          |               |
| 1963 17. gála              |                                  |                                            |                                   |                          |               |
|                            | Marcello Mastroianni             | Ferdinando Cefalù                          | Válás olasz módra                 | Divorzio all'italiana    |               |
| Franco Citti               | Vittorio „Accattone” Cataldi     | A csóró                                    | Accattone                         |                          |               |
| Howard Da Silva            | Dr. Swinford                     | David és Lisa                              | David and Lisa                    |                          |               |
| Jack Lemmon                | Joe Clay                         | Míg tart a bor és friss a rózsa            | Days of Wine and Roses            |                          |               |
| Paul Newman                | Hud Bannon                       | Hud                                        | Hud                               |                          |               |
| Gregory Peck               | Atticus Finch                    | Ne bántsátok a feketerigót!                | To Kill a Mockingbird             |                          |               |
| 1964 18. gála              |                                  |                                            |                                   |                          |               |
|                            | Marcello Mastroianni             | Carmine Sbaratti / Renzo / Augusto Rusconi | Tegnap, ma, holnap                | Ieri oggi domani         |               |
| Cary Grant                 | Peter Joshua                     | Amerikai fogócska                          | Charade                           |                          |               |
| Sterling Hayden            | Jack D. Ripper                   | Dr. Strangelove                            | Dr. Strangelove                   |                          |               |
| Sidney Poitier             | Homer Smith                      | Nézzétek a mező liliomait!                 | Lilies of the Field               |                          |               |
| 1965 19. gála              |                                  |                                            |                                   |                          |               |
|                            | Lee Marvin                       | Kid Shelleen / Tim Strawn                  | Cat Ballou legendája              | Cat Ballou               |               |
| Charlie Strom              | Lee Marvin                       | Gyilkosok                                  | The Killers                       |                          |               |
| Jack Lemmon                | Sam Bissell                      |                                            | Good Neighbour Sam                |                          |               |
| Jack Lemmon                | Stanley Ford                     | Hogyan öljük meg feleségünket              | How to Murder Your Wife           |                          |               |
| Anthony Quinn              | Alexis Zorbas                    | Zorba, a görög                             | Alexis Zorbas                     |                          |               |
| Innokentij Szmoktunovszkij | Hamlet királyfi                  | Hamlet                                     | Gamlet                            |                          |               |
| Oskar Werner               | Dr. Wilhelm „Willi” Schumann     | Bolondok hajója                            | Ship of Fools                     |                          |               |
| 1966 20. gála              |                                  |                                            |                                   |                          |               |
|                            | Rod Steiger                      | Sol Nazerman                               | A zálogos                         | 'The Pawnbroker          |               |
| Jean-Paul Belmondo         | Ferdinand Griffon / „Pierrot”    | A bolond Pierrot                           | Pierrot le fou                    |                          |               |
| Sidney Poitier             | Gordon Ralfe                     | Fekete-fehér                               | A Patch of Blue                   |                          |               |
| Oskar Werner               | Fiedler                          | A kém, aki a hidegből jött                 | The Spy Who Came In From the Cold |                          |               |
| 1967 21. gála              |                                  |                                            |                                   |                          |               |
|                            | Rod Steiger                      | Bill Gillespie rendőrfőnök                 | Forró éjszakában                  | In the Heat of the Night |               |
| Warren Beatty              | Clyde Barrow                     | Bonnie és Clyde                            | Bonnie and Clyde                  |                          |               |
| Sidney Poitier             | Virgil Tibbs nyomozó             | Forró éjszakában                           | In the Heat of the Night          |                          |               |
| Orson Welles               | John Falstaff                    | Falstaff                                   | Campanadas a medianoche           |                          |               |

### Legjobb férfi főszereplő

#### 1960-as évek
| Év                   | Színész             | Színész                                | Szerep                              | Magyar cím                      | Eredeti cím                  |
| 1968 22. gála        |                     |                                        |                                     |                                 |                              |
| -------------------- | ------------------- | -------------------------------------- | ----------------------------------- | ------------------------------- | ---------------------------- |
| 1968 22. gála        |                     | Spencer Tracy                          | Matt Drayton                        | Találd ki, ki jön vacsorára!    | Guess Who's Coming to Dinner |
| 1968 22. gála        | Trevor Howard       | James Thomas Brudenell (Lord Cardigan) | A könnyűlovasság támadása           | The Charge of the Light Brigade |                              |
| 1968 22. gála        | Ron Moody           | Fagin                                  | Oliver                              | Oliver!                         |                              |
| 1968 22. gála        | Nicol Williason     | O’Rourke                               |                                     | The Bofors Gun                  |                              |
| 1969 23. gála        |                     |                                        |                                     |                                 |                              |
|                      | Dustin Hoffman      | John                                   | John és Mary                        | John and Mary                   |                              |
| Enrico „Ratso” Rizzo | Dustin Hoffman      | Éjféli cowboy                          | Midnight Cowboy                     |                                 |                              |
| Alan Bates           | Rupert Birkin       | Szerelmes asszonyok                    | Women in Love                       |                                 |                              |
| Walter Matthau       | Horace Vandergelder | Hello, Dolly!                          | Hello, Dolly!                       |                                 |                              |
| Walter Matthau       | filmsztár           | Egy amerikai feleség titkos élete      | The Secret Life of an American Wife |                                 |                              |
| Nicol Williamson     | Bill Maitland       |                                        | Inadmissible Evidence               |                                 |                              |

#### 1970-es évek
| Év                      | Színész                            | Színész                         | Szerep                             | Magyar cím                         | Eredeti cím                        |
| 1970 24. gála           |                                    |                                 |                                    |                                    |                                    |
| ----------------------- | ---------------------------------- | ------------------------------- | ---------------------------------- | ---------------------------------- | ---------------------------------- |
| 1970 24. gála           |                                    | Robert Redford                  | Sundance Kid                       | Butch Cassidy és a Sundance kölyök | Butch Cassidy and the Sundance Kid |
| 1970 24. gála           | Christopher Cooper seriffhelyettes | Robert Redford                  | Halál a Rubin hegyen               | Tell Them Willie Boy Is Here       |                                    |
| 1970 24. gála           | David Chappellet                   | Robert Redford                  | Verseny a lejtőn                   | Downhill Racer                     |                                    |
| 1970 24. gála           | Elliott Gould                      | Ted Henderson                   | Bob és Carol és Ted és Alice       | Bob & Carol & Ted & Alice          |                                    |
| 1970 24. gála           | Elliott Gould                      | Trapper John McIntyre           | MASH                               | M.A.S.H.                           |                                    |
| 1970 24. gála           | Paul Newman                        | Butch Cassidy                   | Butch Cassidy és a Sundance kölyök | Butch Cassidy and the Sundance Kid |                                    |
| 1970 24. gála           | George C. Scott                    | George S. Patton                | A tábornok                         | Patton                             |                                    |
| 1971 25. gála           |                                    |                                 |                                    |                                    |                                    |
|                         | Peter Finch                        | Dr. Daniel Hirsh                | Átkozott vasárnap                  | Sunday Bloody Sunday               |                                    |
| Dirk Bogarde            | Gustav von Aschenbach              | Halál Velencében                | Morte a Venezia                    |                                    |                                    |
| Albert Finney           | Eddie Ginley                       | Dilettáns zsaroló               | Gumshoe                            |                                    |                                    |
| Dustin Hoffman          | Jack Crabb                         | Kis-nagy ember                  | Little Big Man                     |                                    |                                    |
| 1972 26. gála           |                                    |                                 |                                    |                                    |                                    |
|                         | Gene Hackman                       | Jimmy „Popeye” Doyle            | Francia kapcsolat                  | The French Connection              |                                    |
| Frank Scott tiszteletes | Gene Hackman                       | A Poszeidon katasztrófa         | The Poseidon Adventure             |                                    |                                    |
| Marlon Brando           | Peter Quint                        | Éjszakai jövevények             | The Nightcomers                    |                                    |                                    |
| Marlon Brando           | Vito Corleone                      | A Keresztapa                    | The Godfather                      |                                    |                                    |
| George C. Scott         | Dr. Herbert „Herb” Bock            | A kórház                        | The Hospital                       |                                    |                                    |
| George C. Scott         | Justin Playfair                    | A detektív és a doktor          | They Might Be Giants               |                                    |                                    |
| Robert Shaw             | Lord Randolph Churchill            | A fiatal Churchill              | Young Winston                      |                                    |                                    |
| 1973 27. gála           |                                    |                                 |                                    |                                    |                                    |
|                         | Walter Matthau                     | Charley Varrick                 | Charley Varrick                    | Charley Varrick                    |                                    |
| Pete                    | Walter Matthau                     | Micsoda házasság!               | Pete 'n' Tillie                    |                                    |                                    |
| Marlon Brando           | Paul                               | Utolsó tangó Párizsban          | Ultimo tango a Parigi              |                                    |                                    |
| Laurence Olivier        | Andrew Wyke                        | A mesterdetektív                | Sleuth                             |                                    |                                    |
| Donald Sutherland       | John Baxter                        | Ne nézz vissza!                 | Don't Look Now                     |                                    |                                    |
| Donald Sutherland       | Jesse Veldini                      | Testvérháború                   | Steelyard Blues                    |                                    |                                    |
| 1974 28. gála           |                                    |                                 |                                    |                                    |                                    |
|                         | Jack Nicholson                     | J.J. „Jake” Gittes              | Kínai negyed                       | Chinatown                          |                                    |
| Billy „Badass” Buddusky | Jack Nicholson                     | Az utolsó szolgálat             | The Last Detail                    |                                    |                                    |
| Albert Finney           | Hercule Poirot                     | Gyilkosság az Orient expresszen | Murder on the Orient Express       |                                    |                                    |
| Gene Hackman            | Harry Caul                         | Magánbeszélgetés                | The Conversation                   |                                    |                                    |
| Al Pacino               | Frank Serpico                      | Serpico                         | Serpico                            |                                    |                                    |
| 1975 29. gála           |                                    |                                 |                                    |                                    |                                    |
|                         | Al Pacino                          | Sonny Wortzik                   | Kánikulai délután                  | Dog Day Afternoon                  |                                    |
| Michael Corleone        | Al Pacino                          | A Keresztapa II.                | The Godfather: Part II             |                                    |                                    |
| Richard Dreyfuss        | Matt Hooper                        | A cápa                          | Jaws                               |                                    |                                    |
| Gene Hackman            | Jimmy „Popeye” Doyle               | Francia kapcsolat 2.            | French Connection II               |                                    |                                    |
| Gene Hackman            | Harry Moseby                       | A döntés éjszakája              | Night Moves                        |                                    |                                    |
| Dustin Hoffman          | Lenny Bruce                        | Lenny                           | Lenny                              |                                    |                                    |
| 1976 30. gála           |                                    |                                 |                                    |                                    |                                    |
|                         | Jack Nicholson                     | R. P. McMurphy                  | Száll a kakukk fészkére            | One Flew Over the Cuckoo's Nest    |                                    |
| Robert De Niro          | Travis Bickle                      | Taxisofőr                       | Taxi Driver                        |                                    |                                    |
| Dustin Hoffman          | Carl Bernstein                     | Az elnök összes embere          | All the President's Men            |                                    |                                    |
| Dustin Hoffman          | Thomas „Babe” Levy                 | Maraton életre-halálra          | Marathon Man                       |                                    |                                    |
| Walter Matthau          | Morris Buttermaker                 | Gáz van, jövünk!                | The Bad News Bears                 |                                    |                                    |
| Walter Matthau          | Willy Clark                        | Napsugár fiúk                   | The Sunshine Boys                  |                                    |                                    |
| 1977 31. gála           |                                    |                                 |                                    |                                    |                                    |
|                         | Peter Finch (posztumusz)           | Howard Beale                    | Hálózat                            | Network                            |                                    |
| Woody Allen             | Alvy „Max” Singer                  | Annie Hall                      | Annie Hall                         |                                    |                                    |
| William Holden          | Max Schumacher                     | Hálózat                         | Network                            |                                    |                                    |
| Sylvester Stallone      | Rocky Balboa                       | Rocky                           | Rocky                              |                                    |                                    |
| 1978 32. gála           |                                    |                                 |                                    |                                    |                                    |
|                         | Richard Dreyfuss                   | Elliot Garfield                 | Hölgyem, Isten áldja!              | The Goodbye Girl                   |                                    |
| Brad Davis              | Billy Hayes                        | Éjféli expressz                 | Midnight Express                   |                                    |                                    |
| Anthony Hopkins         | Corky Withers / Fats (hangja)      | A mágus                         | Magic                              |                                    |                                    |
| Peter Ustinov           | Hercule Poirot                     | Halál a Níluson                 | Death on the Nile                  |                                    |                                    |
| 1979 33. gála           |                                    |                                 |                                    |                                    |                                    |
|                         | Jack Lemmon                        | Jack Godell                     | Kína szindróma                     | The China Syndrome                 |                                    |
| Woody Allen             | Isaac Davis                        | Manhattan                       | Manhattan                          |                                    |                                    |
| Robert De Niro          | Michael „Mike” Vronsky őrmester    | A szarvasvadász                 | The Deer Hunter                    |                                    |                                    |
| Martin Sheen            | Benjamin L. Willard százados       | Apokalipszis most               | Apocalypse Now                     |                                    |                                    |

#### 1980-as évek
| Év                | Színész                           | Színész                     | Szerep                                | Magyar cím               | Eredeti cím      |
| 1980 34. gála     |                                   |                             |                                       |                          |                  |
| ----------------- | --------------------------------- | --------------------------- | ------------------------------------- | ------------------------ | ---------------- |
| 1980 34. gála     |                                   | John Hurt                   | John Merrick                          | Az elefántember          | The Elephant Man |
| 1980 34. gála     | Dustin Hoffman                    | Ted Kramer                  | Kramer kontra Kramer                  | Kramer vs. Kramer        |                  |
| 1980 34. gála     | Roy Scheider                      | Joe Gideon                  | Mindhalálig zene                      | All That Jazz            |                  |
| 1980 34. gála     | Peter Sellers                     | Chance, a kertész           | Isten hozta, Mister!                  | Being There              |                  |
| 1981 35. gála     |                                   |                             |                                       |                          |                  |
|                   | Burt Lancaster                    | Lou Pascal                  | Atlantic City                         | Atlantic City            |                  |
| Robert De Niro    | Jake LaMotta                      | Dühöngő bika                | Raging Bull                           |                          |                  |
| Bob Hoskins       | Harold Shand                      | Hosszú nagypéntek           | The Long Good Friday                  |                          |                  |
| Jeremy Irons      | Charles Henry Smithson / Mike     | A francia hadnagy szeretője | The French Lieutenant's Woman         |                          |                  |
| 1982 36. gála     |                                   |                             |                                       |                          |                  |
|                   | Ben Kingsley                      | Mahátma Gandhi              | Gandhi                                | Gandhi                   |                  |
| Warren Beatty     | John Reed                         | Vörösök                     | Reds                                  |                          |                  |
| Albert Finney     | George Dunlap                     | Válás előtt                 | Shoot the Moon                        |                          |                  |
| Henry Fonda       | Norman Thayer, Jr.                | Az aranytó                  | On Golden Pond                        |                          |                  |
| Jack Lemmon       | Ed Horman                         | Eltűntnek nyilvánítva       | Missing                               |                          |                  |
| 1983 37. gála     |                                   |                             |                                       |                          |                  |
|                   | Michael Caine                     | Dr. Frank Bryant            | Rita többet akar: szebb dalt énekelni | Educating Rita           |                  |
| Dustin Hoffman    | Michael Dorsey / Dorothy Michaels | Aranyoskám                  | Tootsie                               |                          |                  |
|                   | Michael Caine                     | Charley Fortnum konzul      | Tiszteletbeli konzul                  | The Honorary Consul      |                  |
| Robert De Niro    | Rupert Pupkin                     | A komédia királya           | The King of Comedy                    |                          |                  |
| 1984 38. gála     |                                   |                             |                                       |                          |                  |
|                   | Haing S. Ngor                     | Dith Pran                   | Gyilkos mezők                         | The Killing Fields       |                  |
| Tom Courtenay     | Norman                            | Az öltöztető                | The Dresser                           |                          |                  |
| Albert Finney     | Sir                               | Az öltöztető                | The Dresser                           |                          |                  |
| Sam Waterston     | Sydney Schanberg                  | Gyilkos mezők               | The Killing Fields                    |                          |                  |
| 1985 39. gála     |                                   |                             |                                       |                          |                  |
|                   | William Hurt                      | Luis Molina                 | A pókasszony csókja                   | Kiss of the Spider Woman |                  |
| F. Murray Abraham | Antonio Salieri                   | Amadeus                     | Amadeus                               |                          |                  |
| Victor Banerjee   | Dr. Aziz Ahmed                    | Út Indiába                  | A Passage to India                    |                          |                  |
| Harrison Ford     | John Book                         | A kis szemtanú              | Witness                               |                          |                  |
| 1986 40. gála     |                                   |                             |                                       |                          |                  |
|                   | Bob Hoskins                       | George                      | Mona Lisa                             | Mona Lisa                |                  |
| Woody Allen       | Mickey Sachs                      | Hannah és nővérei           | Hannah and Her Sisters                |                          |                  |
| Michael Caine     | Elliot                            | Hannah és nővérei           | Hannah and Her Sisters                |                          |                  |
| Paul Hogan        | Michael „Krokodil” Dundee         | Krokodil Dundee             | Crocodile Dundee                      |                          |                  |
| 1987 41. gála     |                                   |                             |                                       |                          |                  |
|                   | Sean Connery                      | Baskerville-i Vilmos        | A rózsa neve                          | The Name of the Rose     |                  |
| Gérard Depardieu  | Jean Cadoret / „Jean de Florette” | A Paradicsom…               | Jean de Florette                      |                          |                  |
| Yves Montand      | César Soubeyran / Le Papet        | A Paradicsom…               | Jean de Florette                      |                          |                  |
| Gary Oldman       | Joe Orton                         | Hegyezd a füled!            | Prick Up Your Ears                    |                          |                  |
| 1988 42. gála     |                                   |                             |                                       |                          |                  |
|                   | John Cleese                       | Archie Leach                | A hal neve: Wanda                     | A Fish Called Wanda      |                  |
| Michael Douglas   | Dan Gallagher                     | Végzetes vonzerő            | Fatal Attraction                      |                          |                  |
| Kevin Kline       | Otto West                         | A hal neve: Wanda           | A Fish Called Wanda                   |                          |                  |
| Robin Williams    | Adrian Cronauer                   | Jó reggelt, Vietnam!        | Good Morning, Vietnam                 |                          |                  |
| 1989 43. gála     |                                   |                             |                                       |                          |                  |
|                   | Daniel Day-Lewis                  | Christy Brown               | A bal lábam – Christy Brown története | My Left Foot             |                  |
| Kenneth Branagh   | V. Henrik                         | V. Henrik                   | Henry V                               |                          |                  |
| Dustin Hoffman    | Raymond Babbit                    | Esőember                    | Rain Man                              |                          |                  |
| Robin Williams    | John Keating                      | Holt költők társasága       | Dead Poets Society                    |                          |                  |

#### 1990-es évek
| Év                          | Színész                                      | Színész                                      | Szerep                                           | Magyar cím                  | Eredeti cím           |
| 1990 44. gála               |                                              |                                              |                                                  |                             |                       |
| --------------------------- | -------------------------------------------- | -------------------------------------------- | ------------------------------------------------ | --------------------------- | --------------------- |
| 1990 44. gála               |                                              | Philippe Noiret                              | Alfredo                                          | Cinema Paradiso             | Nuovo Cinema Paradiso |
| 1990 44. gála               | Sean Connery                                 | Marko Ramius százados                        | Vadászat a Vörös Októberre                       | The Hunt for Red October    |                       |
| 1990 44. gála               | Tom Cruise                                   | Ron Kovic                                    | Született július 4-én                            | Born on the Fourth of July  |                       |
| 1990 44. gála               | Robert De Niro                               | Jimmy Conway                                 | Nagymenők                                        | Goodfellas                  |                       |
| 1991 45. gála               |                                              |                                              |                                                  |                             |                       |
|                             | Anthony Hopkins                              | Dr. Hannibal Lecter                          | A bárányok hallgatnak                            | The Silence of the Lambs    |                       |
| Kevin Costner               | John J. Dunbar hadnagy / Farkasokkal táncoló | Farkasokkal táncoló                          | Dancing with the Wolves                          |                             |                       |
| Gérard Depardieu            | Cyrano de Bergerac                           | Cyrano de Bergerac                           | Cyrano de Bergerac                               |                             |                       |
| Alan Rickman                | Jamie                                        | Szívből, igazán                              | Truly Madly Deeply                               |                             |                       |
| 1992 46. gála               |                                              |                                              |                                                  |                             |                       |
|                             | Robert Downey Jr.                            | Charlie Chaplin                              | Chaplin                                          | Chaplin                     |                       |
| Daniel Day-Lewis            | Nathaniel Poe                                | Az utolsó mohikán                            | The Last of the Mohicans                         |                             |                       |
| Stephen Rea                 | Fergus                                       | Síró játék                                   | The Crying Game                                  |                             |                       |
| Tim Robbins                 | Griffin Mill                                 | A játékos                                    | The Player                                       |                             |                       |
| 1993 47. gála               |                                              |                                              |                                                  |                             |                       |
|                             | Anthony Hopkins                              | James Stevens                                | Napok romjai                                     | The Remains of the Day      |                       |
| Daniel Day-Lewis            | Gerry Conlon                                 | Apám nevében                                 | In the Name of the Father                        |                             |                       |
| Anthony Hopkins             | C. S. Lewis                                  | Árnyékország                                 | Shadowlands                                      |                             |                       |
| Liam Neeson                 | Oskar Schindler                              | Schindler listája                            | Schindler's List                                 |                             |                       |
| 1994 48. gála               |                                              |                                              |                                                  |                             |                       |
|                             | Hugh Grant                                   | Charles                                      | Négy esküvő és egy temetés                       | Four Weddings and a Funeral |                       |
| Tom Hanks                   | Forrest Gump                                 | Forrest Gump                                 | Forrest Gump                                     |                             |                       |
| Terence Stamp               | Ralph / Bernadette Bassenger                 | Priscilla, a sivatag királynőjének kalandjai | The Adventures of Priscilla, Queen of the Desert |                             |                       |
| John Travolta               | Vincent Vega                                 | Ponyvaregény                                 | Pulp Fiction                                     |                             |                       |
| 1995 49. gála               |                                              |                                              |                                                  |                             |                       |
|                             | Nigel Hawthorne                              | III. György király                           | György király                                    | The Madness of King George  |                       |
| Nicolas Cage                | Ben Sanderson                                | Las Vegas, végállomás                        | Leaving Las Vegas                                |                             |                       |
| Jonathan Pryce              | Lytton Strachey                              | Carrington – A festőnő szerelmei             | Carrington                                       |                             |                       |
| Massimo Troisi (posztumusz) | Mario Ruoppolo                               | Neruda postása                               | Il postino                                       |                             |                       |
| 1996 50. gála               |                                              |                                              |                                                  |                             |                       |
|                             | Geoffrey Rush                                | David Helfgott                               | Ragyogj!                                         | Shine                       |                       |
| Ralph Fiennes               | Almásy László gróf                           | Az angol beteg                               | The English Patient                              |                             |                       |
| Ian McKellen                | III. Richárd király                          | III. Richárd                                 | Richard III                                      |                             |                       |
| Timothy Spall               | Maurice Purley                               | Titkok és hazugságok                         | Secrets & Lies                                   |                             |                       |
| 1997 51. gála               |                                              |                                              |                                                  |                             |                       |
|                             | Robert Carlyle                               | Gaz Schofield                                | Alul semmi                                       | The Full Monty              |                       |
| Billy Connolly              | John Brown                                   | Botrány a birodalomban                       | Mrs Brown                                        |                             |                       |
| Kevin Spacey                | Jack Vincennes                               | Szigorúan bizalmas                           | L.A. Confidential                                |                             |                       |
| Ray Winstone                | Ray                                          | Éhkoppon                                     | Nil By Mouth                                     |                             |                       |
| 1998 52. gála               |                                              |                                              |                                                  |                             |                       |
|                             | Roberto Benigni                              | Guido                                        | Az élet szép                                     | La vita è bella             |                       |
| Michael Caine               | Ray Say                                      | Little Voice                                 | Little Voice                                     |                             |                       |
| Joseph Fiennes              | William Shakespeare                          | Szerelmes Shakespeare                        | Shakespeare in Love                              |                             |                       |
| Tom Hanks                   | John H. Miller százados                      | Ryan közlegény megmentése                    | Saving Private Ryan                              |                             |                       |
| 1999 53. gála               |                                              |                                              |                                                  |                             |                       |
|                             | Kevin Spacey                                 | Lester Burnham                               | Amerikai szépség                                 | American Beauty             |                       |
| Jim Broadbent               | W. S. Gilbert                                | Tingli-tangli                                | Topsy-Turvy                                      |                             |                       |
| Russell Crowe               | Jeffrey Wigand                               | A bennfentes                                 | The Insider                                      |                             |                       |
| Ralph Fiennes               | Maurice Bendrax                              | Egy kapcsolat vége                           | The End of Affair                                |                             |                       |
| Om Puri                     | George Khan                                  | A kelet, az kelet                            | East is East                                     |                             |                       |

#### 2000-es évek
| Év                       | Színész                       | Színész                                      | Szerep                                                     | Magyar cím                | Eredeti cím  |
| 2000 54. gála            |                               |                                              |                                                            |                           |              |
| ------------------------ | ----------------------------- | -------------------------------------------- | ---------------------------------------------------------- | ------------------------- | ------------ |
| 2000 54. gála            |                               | Jamie Bell                                   | Billy Elliot                                               | Billy Elliot              | Billy Elliot |
| 2000 54. gála            | Russell Crowe                 | Maximus Decimus Meridius                     | Gladiátor                                                  | Gladiator                 |              |
| 2000 54. gála            | Michael Douglas               | Grady Tripp                                  | Wonder Boys – Pokoli hétvége                               | Wonder Boys               |              |
| 2000 54. gála            | Tom Hanks                     | Chuck Noland                                 | Számkivetett                                               | Cast Away                 |              |
| 2000 54. gála            | Geoffrey Rush                 | De Sade márki                                | Sade márki játékai                                         | Quills                    |              |
| 2001 55. gála            |                               |                                              |                                                            |                           |              |
|                          | Russell Crowe                 | John Forbes Nash Jr.                         | Egy csodálatos elme                                        | A Beautiful Mind          |              |
| Jim Broadbent            | John Bayley                   | Iris – Egy csodálatos női elme               | Iris                                                       |                           |              |
| Ian McKellen             | Gandalf                       | A Gyűrűk Ura: A Gyűrű Szövetsége             | The Lord of the Rings: The Fellowship of the Ring          |                           |              |
| Kevin Spacey             | Quoyle                        | Kikötői hírek                                | The Shipping News                                          |                           |              |
| Tom Wilkinson            | Matt Fowler                   | A hálószobában                               | In the Bedroom                                             |                           |              |
| 2002 56. gála            |                               |                                              |                                                            |                           |              |
|                          | Daniel Day-Lewis              | William „Hentes Bill” Cutting                | New York bandái                                            | Gangs of New York         |              |
| Adrien Brody             | Władysław Szpilman            | A zongorista                                 | The Pianist                                                |                           |              |
| Nicolas Cage             | Charlie és Donald Kaufman     | Adaptáció                                    | Adaptation                                                 |                           |              |
| Michael Caine            | Thomas Fowler                 | A csendes amerikai                           | The Quiet American                                         |                           |              |
| Jack Nicholson           | Warren Schmidt                | Schmidt története                            | About Schmidt                                              |                           |              |
| 2003 57. gála            |                               |                                              |                                                            |                           |              |
|                          | Bill Murray                   | Bob Harris                                   | Elveszett jelentés                                         | Lost in Translation       |              |
| Benicio del Toro         | Jack Jordan                   | 21 gramm                                     | 21 grams                                                   |                           |              |
| Sean Penn                | Paul Rivers                   | 21 gramm                                     | 21 grams                                                   |                           |              |
| Sean Penn                | Jimmy Markum                  | Titokzatos folyó                             | Mystic River                                               |                           |              |
| Johnny Depp              | Jack Sparrow kapitány         | A Karib-tenger kalózai: A Fekete Gyöngy átka | The Pirates of the Caribbean: The Curse of the Black Pearl |                           |              |
| Jude Law                 | W. P. Inman                   | Hideghegy                                    | Cold Mountain                                              |                           |              |
| 2004 58. gála            |                               |                                              |                                                            |                           |              |
|                          | Jamie Foxx                    | Ray Charles                                  | Ray                                                        | Ray                       |              |
| Jim Carrey               | Joel Barish                   | Egy makulátlan elme örök ragyogása           | Eternal Sunshine of the Spotless Mind                      |                           |              |
| Johnny Depp              | J. M. Barrie                  | Én, Pán Péter                                | Finding Neverland                                          |                           |              |
| Leonardo DiCaprio        | Howard Hughes                 | Aviátor                                      | The Aviator                                                |                           |              |
| Gael García Bernal       | Ernesto „Che” Guevara         | Che Guevara: A motoros naplója               | Diarios de motocicleta                                     |                           |              |
| 2005 59. gála            |                               |                                              |                                                            |                           |              |
|                          | Philip Seymour Hoffman        | Truman Capote                                | Capote                                                     | Capote                    |              |
| Ralph Fiennes            | Justin Quayle                 | Az elszánt diplomata                         | The Constant Gardener                                      |                           |              |
| Heath Ledger             | Ennis Del Mar                 | Brokeback Mountain – Túl a barátságon        | Brokeback Mountain                                         |                           |              |
| Joaquin Phoenix          | Johnny Cash                   | A nyughatatlan                               | Walk the Line                                              |                           |              |
| David Strathairn         | Edward R. Murrow              | Jó estét, jó szerencsét!                     | Good Night, and Good Luck                                  |                           |              |
| 2006 60. gála            |                               |                                              |                                                            |                           |              |
|                          | Forest Whitaker               | Idi Amin                                     | Az utolsó skót király                                      | The Last King of Scotland |              |
| Daniel Craig             | James Bond                    | Casino Royale                                | Casino Royale                                              |                           |              |
| Leonardo DiCaprio        | William „Billy” Costigan, Jr. | A tégla                                      | The Departed                                               |                           |              |
| Richard Griffiths        | Hector                        | Osztályon felül                              | The History Boys                                           |                           |              |
| Peter O’Toole            | Maurice Russell               | Vénusz                                       | Venus                                                      |                           |              |
| 2007 61. gála            |                               |                                              |                                                            |                           |              |
|                          | Daniel Day-Lewis              | Daniel Plainview                             | Vérző olaj                                                 | There Will Be Blood       |              |
| George Clooney           | Michael Clayton               | Michael Clayton                              | Michael Clayton                                            |                           |              |
| James McAvoy             | Robbie Turner                 | Vágy és vezeklés                             | Atonement                                                  |                           |              |
| Ulrich Mühe (posztumusz) | Gerd Wiesler                  | A mások élete                                | Das Leben der Anderen                                      |                           |              |
| Viggo Mortensen          | Nyikolaj Luzsin               | Eastern Promises – Gyilkos ígéretek          | Eastern Promises                                           |                           |              |
| 2008 62. gála            |                               |                                              |                                                            |                           |              |
|                          | Mickey Rourke                 | Randy „The Ram” Robinson                     | A pankrátor                                                | The Wrestler              |              |
| Frank Langella           | Richard Nixon                 | Frost/Nixon                                  | Frost/Nixon                                                |                           |              |
| Dev Patel                | Jamal Malik                   | Gettómilliomos                               | Slumdog Millionaire                                        |                           |              |
| Sean Penn                | Harvey Milk                   | Milk                                         | Milk                                                       |                           |              |
| Brad Pitt                | Benjamin Button               | Benjamin Button különös élete                | The Curious Case of Benjamin Button                        |                           |              |
| 2009 63. gála            |                               |                                              |                                                            |                           |              |
|                          | Colin Firth                   | George Falconer                              | Egy egyedülálló férfi                                      | A Single Man              |              |
| Jeff Bridges             | Otis „Bad” Blake              | Őrült szív                                   | Crazy Love                                                 |                           |              |
| George Clooney           | Ryan Bingham                  | Egek ura                                     | Up in the Air                                              |                           |              |
| Jeremy Renner            | William James főtörzsőrmester | A bombák földjén                             | The Hurt Locker                                            |                           |              |
| Andy Serkis              | Ian Dury                      |                                              | Sex & Drugs & Rock & Roll                                  |                           |              |

#### 2010-es évek
| Év                   | Színész                          | Színész                                  | Szerep                                          | Magyar cím               | Eredeti cím       |
| 2010 64. gála        |                                  |                                          |                                                 |                          |                   |
| -------------------- | -------------------------------- | ---------------------------------------- | ----------------------------------------------- | ------------------------ | ----------------- |
| 2010 64. gála        |                                  | Colin Firth                              | VI. György király                               | A király beszéde         | The King's Speech |
| 2010 64. gála        | Javier Bardem                    | Uxbal                                    | Biutiful                                        | Biutiful                 |                   |
| 2010 64. gála        | Jeff Bridges                     | Reuben „Rooster” Cogburn                 | A félszemű                                      | True Grit                |                   |
| 2010 64. gála        | Jesse Eisenberg                  | Mark Zuckerberg                          | Social Network – A közösségi háló               | The Social Network       |                   |
| 2010 64. gála        | James Franco                     | Aron Ralston                             | 127 óra                                         | 127 Hours                |                   |
| 2011 65. gála        |                                  |                                          |                                                 |                          |                   |
|                      | Jean Dujardin                    | George Valentin                          | The Artist – A némafilmes                       | The Artist               |                   |
| George Clooney       | Matthew „Matt” King              | Utódok                                   | The Descendants                                 |                          |                   |
| Michael Fassbender   | Brandon Sullivan                 | A szégyentelen                           | Shame                                           |                          |                   |
| Gary Oldman          | George Smiley                    | Suszter, szabó, baka, kém                | Tinker Tailor Soldier Spy                       |                          |                   |
| Brad Pitt            | Billy Beane                      | Pénzcsináló                              | Moneyball                                       |                          |                   |
| 2012 66. gála        |                                  |                                          |                                                 |                          |                   |
|                      | Daniel Day-Lewis                 | Abraham Lincoln                          | Lincoln                                         | Lincoln                  |                   |
| Ben Affleck          | Tony Mendez                      | Az Argo-akció                            | Argo                                            |                          |                   |
| Bradley Cooper       | Patrick „Pat” Solitano, Jr.      | Napos oldal                              | Silver Linings Playbook                         |                          |                   |
| Hugh Jackman         | Jean Valjean                     | A nyomorultak                            | Les Misérables                                  |                          |                   |
| Joaquin Phoenix      | Freddie Quell                    | The Master                               | The Master                                      |                          |                   |
| 2013 67. gála        |                                  |                                          |                                                 |                          |                   |
|                      | Chiwetel Ejiofor                 | Solomon Northup                          | 12 év rabszolgaság                              | 12 Years a Slave         |                   |
| Christian Bale       | Irving Rosenfeld                 | Amerikai botrány                         | American Hustle                                 |                          |                   |
| Bruce Dern           | Woody Grant                      | Nebraska                                 | Nebraska                                        |                          |                   |
| Leonardo DiCaprio    | Jordan Belfort                   | A Wall Street farkasa                    | The Wolf of Wall Street                         |                          |                   |
| Tom Hanks            | Richard Phillips                 | Phillips kapitány                        | Captain Phillips                                |                          |                   |
| 2014 68. gála        |                                  |                                          |                                                 |                          |                   |
|                      | Eddie Redmayne                   | Stephen Hawking                          | A mindenség elmélete                            | The Theory of Everything |                   |
| Benedict Cumberbatch | Alan Turing                      | Kódjátszma                               | The Imitation Game                              |                          |                   |
| Ralph Fiennes        | Monsieur Gustave H.              | A Grand Budapest Hotel                   | The Grand Budapest Hotel                        |                          |                   |
| Jake Gyllenhaal      | Louis „Lou” Bloom                | Éjjeli féreg                             | Nightcrawler                                    |                          |                   |
| Michael Keaton       | Riggan Thomson                   | Birdman avagy (A mellőzés meglepő ereje) | Birdman or (The Unexpected Virtue of Ignorance) |                          |                   |
| 2015 69. gála        |                                  |                                          |                                                 |                          |                   |
|                      | Leonardo DiCaprio                | Hugh Glass                               | A visszatérő                                    | The Revenant             |                   |
| Bryan Cranston       | Dalton Trumbo                    | Trumbo                                   | Trumbo                                          |                          |                   |
| Matt Damon           | Mark Watney                      | Mentőexpedíció                           | The Martian                                     |                          |                   |
| Michael Fassbender   | Steve Jobs                       | Steve Jobs                               | Steve Jobs                                      |                          |                   |
| Eddie Redmayne       | Lili Elbe / Einar Wegener        | A dán lány                               | The Danish Girl                                 |                          |                   |
| 2016 70. gála        |                                  |                                          |                                                 |                          |                   |
|                      | Casey Affleck                    | Lee Chandler                             | A régi város                                    | Manchester by the Sea    |                   |
| Andrew Garfield      | Desmond T. Doss                  | A fegyvertelen katona                    | Hacksaw Ridge                                   |                          |                   |
| Ryan Gosling         | Sebastian Wilder                 | Kaliforniai álom                         | La La Land                                      |                          |                   |
| Jake Gyllenhaal      | Edward Sheffield / Tony Hastings | Éjszakai ragadozók                       | Nocturnal Animals                               |                          |                   |
| Viggo Mortensen      | Ben Cash                         | Captain Fantastic                        | Captain Fantastic                               |                          |                   |
| 2017 71. gála        |                                  |                                          |                                                 |                          |                   |
|                      | Gary Oldman                      | Winston Churchill                        | A legsötétebb óra                               | The Darkest Hour         |                   |
| Jamie Bell           | Peter Turner                     | A sztárok nem Liverpoolban halnak meg    | Film Stars Don't Die in Liverpool               |                          |                   |
| Timothée Chalamet    | Elio Perlman                     | Szólíts a neveden                        | Call Me by Your Name                            |                          |                   |
| Daniel Day-Lewis     | Reynolds Woodcock                | Fantomszál                               | Phantom Thread                                  |                          |                   |
| Daniel Kaluuya       | Chris Washington                 | Tűnj el!                                 | Get Out                                         |                          |                   |
| 2018 72. gála        |                                  |                                          |                                                 |                          |                   |
|                      | Rami Malek                       | Freddie Mercury                          | Bohém rapszódia                                 | Bohemian Rhapsody        |                   |
| Christian Bale       | Dick Cheney                      | Alelnök                                  | Vice                                            |                          |                   |
| Steve Coogan         | Stan Laurel                      | Stan és Pan                              | Stan & Ollie                                    |                          |                   |
| Bradley Cooper       | Jackson Maine                    | Csillag születik                         | A Star Is Born                                  |                          |                   |
| Viggo Mortensen      | Frank „Tony Lip” Vallelonga      | Zöld könyv – Útmutató az élethez         | Green Book                                      |                          |                   |
| 2019 73. gála        |                                  |                                          |                                                 |                          |                   |
|                      | Joaquin Phoenix                  | Arthur Fleck / Joker                     | Joker                                           | Joker                    |                   |
| Leonardo DiCaprio    | Rick Dalton                      | Volt egyszer egy Hollywood               | Once Upon a Time in Hollywood                   |                          |                   |
| Adam Driver          | Charlie Barber                   | Házassági történet                       | Marriage Story                                  |                          |                   |
| Taron Egerton        | Elton John                       | Rocketman                                | Rocketman                                       |                          |                   |
| Jonathan Pryce       | Jorge Mario Bergoglio            | A két pápa                               | The Two Popes                                   |                          |                   |

#### 2020-as évek
| Év                   | Színész                       | Színész                         | Szerep                          | Magyar cím               | Eredeti cím |
| 2020 74. gála        |                               |                                 |                                 |                          |             |
| -------------------- | ----------------------------- | ------------------------------- | ------------------------------- | ------------------------ | ----------- |
| 2020 74. gála        |                               | Anthony Hopkins                 | Anthony                         | Az apa                   | The Father  |
| 2020 74. gála        | Riz Ahmed                     | Ruben Stone                     | A metál csendje                 | Sound of Metal           |             |
| 2020 74. gála        | Chadwick Boseman (posztumusz) | Levee Green                     | Ma Rainey: A blues nagyasszonya | Ma Rainey's Black Bottom |             |
| 2020 74. gála        | Adarsh Gourav                 | Balram Halwai                   | A Fehér Tigris                  | The White Tiger          |             |
| 2020 74. gála        | Mads Mikkelsen                | Martin                          | Még egy kört mindenkinek        | Druk                     |             |
| 2020 74. gála        | Tahar Rahim                   | Mohamedou Ould Salahi           | A mauritániai                   | The Mauritanian          |             |
| 2021 75. gála        |                               |                                 |                                 |                          |             |
|                      | Will Smith                    | Richard Williams                | Richard király                  | King Richard             |             |
| Adeel Akhtar         | Ali                           | Ali és Ava                      | Ali & Ava                       |                          |             |
| Mahershala Ali       | Cameron Turner                | Hattyúdal                       | Swan Song                       |                          |             |
| Benedict Cumberbatch | Phil Burbank                  | A kutya karmai közt             | The Power of the Dog            |                          |             |
| Leonardo DiCaprio    | Dr. Randall Mindy             | Ne nézz fel!                    | Don't Look Up                   |                          |             |
| Stephen Graham       | Andy Jones                    | Forráspont                      | Boiling Point                   |                          |             |
| 2022 76. gála        |                               |                                 |                                 |                          |             |
|                      | Austin Butler                 | Elvis Presley                   | Elvis                           | Elvis                    |             |
| Colin Farrell        | Pádraic Súilleabháin          | A sziget szellemei              | The Banshees of Inisherin       |                          |             |
| Brendan Fraser       | Charlie                       | A bálna                         | The Whale                       |                          |             |
| Daryl McCormack      | Leo Grande / Connor           | Minden jót, Leo Grande          | Good Luck to You, Leo Grande    |                          |             |
| Paul Mescal          | Calum Paterson                | Volt egyszer egy nyár           | Aftersun                        |                          |             |
| Bill Nighy           | Mr. Williams                  | Élj!                            | Living                          |                          |             |
| 2023 77. gála        |                               |                                 |                                 |                          |             |
|                      | Cillian Murphy                | J. Robert Oppenheimer           | Oppenheimer                     | Oppenheimer              |             |
| Bradley Cooper       | Leonard Bernstein             | Maestro                         | Maestro                         |                          |             |
| Colman Domingo       | Bayard Rustin                 | Rustin                          | Rustin                          |                          |             |
| Paul Giamatti        | Paul Hunham                   | Téli szünet                     | The Holdovers                   |                          |             |
| Barry Keoghan        | Oliver Quick                  | Saltburn                        | Saltburn                        |                          |             |
| Teo Yoo              | Hae Sung                      | Előző életek                    | Past Lives                      |                          |             |
| 2024 78. gála        |                               |                                 |                                 |                          |             |
|                      | Adrien Brody                  | László Tóth                     | A brutalista                    | The Brutalist            |             |
| Timothée Chalamet    | Bob Dylan                     | Sehol se otthon                 | A Complete Unknown              |                          |             |
| Colman Domingo       | John „Divine G” Whitfield     | Sing Sing                       | Sing Sing                       |                          |             |
| Ralph Fiennes        | Thomas Lawrence bíboros       | Konklávé                        | Conclave                        |                          |             |
| Hugh Grant           | Mr. Reed                      | Eretnek                         | Heretic                         |                          |             |
| Sebastian Stan       | Donald Trump                  | The Apprentice – A Trump sztori | The Apprentice                  |                          |             |

## Statisztika
| Statisztika                | Név           | Szám szerint | Év                                                |
| -------------------------- | ------------- | ------------ | ------------------------------------------------- |
| Legtöbb díj                | Peter Finch   | 5            | 1957, 1961, 1962, 1972, 1978                      |
| Legtöbb jelölés            | Jack Lemmon   | 8            | 1956, 1960*, 1961*, 1964, 1966, 1966, 1980*, 1983 |
| Legtöbb jelölés díj nélkül | Albert Finney | 6            | 1961, 1964, 1972, 1975, 1983, 1985                |

- (A legtöbb jelölésnél a csillaggal jelölt évszám azt jelzi, hogy a színész a díjat is elnyerte.)